# Deutsche Fließgewässertypen
Die  Deutschen Fließgewässertypen dienen der Charakterisierung von Fließgewässern in Deutschland. Angesichts der Variabilität der natürlichen Gewässer (vom Quellrinnsal bis zum großen Strom, vom schnell schießenden Gebirgsbach bis zum trägen Moorgewässer) ist es schwer, gemeinsame Merkmale anzugeben. Die Typisierung soll dabei helfen, Gruppen mit gemeinsamen ökologischen Eigenschaften herauszufinden; diese sind zum Beispiel bei Renaturierungen wichtig. Die Typisierungen sind pragmatisch und können je nach Fragestellung unterschiedlich ausfallen. Bereits die umgangssprachliche Bezeichnung eines Gewässers als „Bach“, „Fluss“, „Rinnsal“, „See“ usw. ist ein Beispiel einer Typisierung.

## Typisierung
Formalisierte, auf definierten Kriterien beruhende Typisierungssysteme sind verschiedene in Gebrauch.
- Bereits seit Jahrzehnten werden Gewässer nach ihrer Fischfauna in Fischregionen gegliedert.
- Eine weitere gebräuchliche Klassifikation beruht auf dem River Continuum Concept

Wird heute im deutschen Sprachraum von Fließgewässertypen geredet, ist aber meist das Typisierungsschema auf Basis der Wasserrahmenrichtlinie der Europäischen Union gemeint.

### Fließgewässertypen nach Wasserrahmenrichtlinie
Mit der Wasserrahmenrichtlinie sollen, im Prinzip, alle europäischen Gewässer in den „guten ökologischen Zustand“ versetzt werden. Bei der Definition dieses Zustands spielt die Biozönose des Gewässers eine große Rolle. Bewertet werden unter anderem die Fischfauna, das Makrozoobenthos, die höheren Wasserpflanzen (Makrophyten genannt) und die Kieselalgen.
Diese Lebensgemeinschaft ist nun in unterschiedlichen Fließgewässern von Natur aus sehr unterschiedlich. Für die Definition des „guten Zustand“ wurden deshalb Fließgewässertypen standardisiert, für die jeweils Referenzbedingungen und Referenz-Lebensgemeinschaften ermittelt und festgelegt wurden. Dieselbe Lebensgemeinschaft könnte also in einem bestimmten Gewässer als typgemäß und damit „gut“, in einem anderen Gewässer, das einem anderen Typ zugeordnet worden ist, als anthropogen verändert und damit „nicht gut“ eingestuft werden.
Die Typisierung als Grundlage der Bewertung schreibt die Richtlinie im Anhang II vor. Darin werden verschiedene Möglichkeiten vorgegeben, aus denen die Mitgliedsstaaten eine regional angemessene Bewertungsgrundlage selbst festlegen können. Die Typisierung beruht dabei auf folgenden Kategorien (Anhang II, Abschnitt 1.2):
1. Höhenlage. unterschieden werden höhere Lage: > 800 m, mittlere Lage: 200 bis 800 m, Tiefland: < 200 m
2. Größe (auf Grundlage des Einzugsgebiets). unterschieden werden: klein: 10–100 km², mittelgroß: > 100 bis 1000 km², groß: > 1000 bis 10.000 km², sehr groß: > 10.000 km²
3. Geologie. unterschieden werden: kalkig, silikatisch, organisch.
Das der deutschen Typisierung zugrunde liegende Schema beruht auf einem (nicht veröffentlichten) Gutachten von Schmedtje et al. 2000. Wichtige Vorarbeiten dazu hatten zum Beispiel Otto+Braukmann (1983) geleistet. Nach mehreren Überarbeitungen stammt das heutige Klassifikationsschema von Pottgiesser+Sommerhäuser (2008). Es ist festgeschrieben in einer „Arbeitshilfe“ der LAWA, nach der die Fachleute in Bund und Ländern ihr Vorgehen koordinieren. Ende des Jahres 2018 wurde durch das Umweltbundesamt eine aktualisierte Beschreibung der Gewässertypen veröffentlicht.
In Deutschland werden danach dreiundzwanzig Typen unterschieden; einige davon werden noch in Subtypen untergliedert. Grundlage der Typisierung ist die biozönotische „Ökoregion“ (nach Illies). Deutschland hat im Wesentlichen Anteil an 3 Ökoregionen: Alpen (Region 4), „zentrale Mittelgebirge“ (Region 9), „zentrales Tiefland“ (Region 14). Die kleinen Anteile der westeuropäischen Regionen 8 und 13 (westlich des Rheins) werden den angrenzenden Regionen zugeschlagen.
Innerhalb der Regionen erfolgt die Typisierung nach hydrologischen Parametern und Sohlsubstrat (abhängig von der Geologie des Einzugsgebiets, zum Beispiel karbonatisch oder silikatisch). Eine Reihe von stark abweichenden Sondertypen wurde zusätzlich eingefügt. Diese sind zum Beispiel Seenauslässe, sog. „organisch geprägte“ Bäche und Flüsse (gemeint sind Moorgewässer mit torfiger Sohle) oder Brackwasser-beeinflusste Gewässer im Ostseeraum.
Die Untergliederung der Fließgewässer wurde entsprechend der Klassifizierung in der Wasserrahmenrichtlinie unter Berücksichtigung der Größe des Einzugsgebiets vorgenommen:
- Bach = Einzugsgebiete zwischen 10 und 100 km²,
- Kleiner Fluss = Einzugsgebiete zwischen 100 und 1.000 km²,
- Großer Fluss = Einzugsgebiete zwischen 1.000 und 10.000 km²,
- Strom = Einzugsgebiete größer als 10.000 km².

Zu beachten ist, dass es sich hierbei nicht um eine offizielle „Neudefinition“ der Begriffe Bach, Fluss und Strom handelt, sondern um eine reine Klassifizierung nach Eckdaten. Überdies sind natürlich auch Fließgewässer mit Einzugsgebiet kleiner als 10 km² „Bäche“. Diese Gewässer sind im Prinzip auch durch die Wasserrahmenrichtlinie erfasst. Allerdings besitzt die Bundesrepublik Deutschland bei ihnen keine Meldepflicht gegenüber der Europäischen Union. Deshalb wurden sie bei der Typisierung vernachlässigt.
Die Definition der Fließgewässertypen nach dem hier beschriebenen Ansatz erfolgt „von oben nach unten“ (oder „top down“). Das bedeutet: Gewässer mit erkennbar unterschiedlicher Hydrologie und unterschiedlichem Substrat werden (mehr oder weniger dem Kartenbild entsprechend) großräumig klassifiziert, ohne dass ihre Besiedlung tatsächlich im Detail bekannt wäre. Limnologische Forschungsarbeiten, die von der Lebensgemeinschaft genau untersuchter Einzelgewässer ausgingen (Ansatz „von unten nach oben“, oder „bottom up“) fanden z. T. in diesen Gewässertypen unterschiedliche Lebensgemeinschaften. In anderen Fällen war keine Differenzierung feststellbar.

## Wozu werden Fließgewässertypen benötigt?

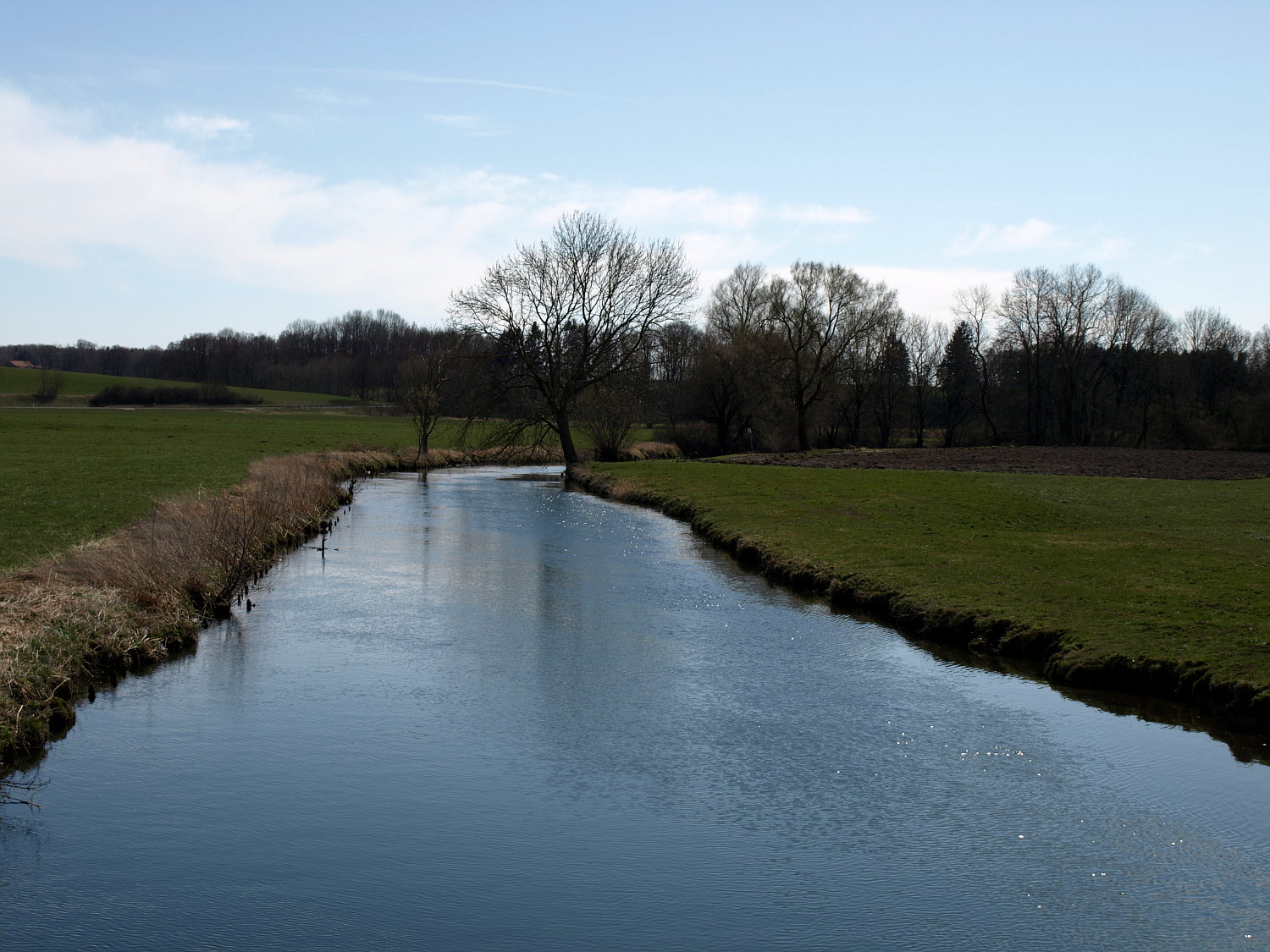
Die Sempt in Bayern, Fließgewässertyp: 2.2.

Die Fließgewässer unterscheiden sich deutlich in ihrer Form, dem Abflussverhalten und der Zusammensetzung ihrer Lebensgemeinschaften. Die Hauptfaktoren dafür sind Klima, Relief und das Substrat, welches abhängig von Ausgangsgestein und dessen Verwitterungsprodukten ist. Die Gewässer reagieren auch unterschiedlich auf Einwirkungen des Menschen. Um die verschiedenen Fließgewässer genauer beschreiben zu können, erfolgte eine Einteilung in Typen, welche auf den Faktoren Geologie, Geomorphologie und der naturräumlichen Ordnung (Ökoregion) basiert. Das Wissen um die unterschiedlichen Typen ist für u. a. für folgende Fragestellungen bedeutsam:
- Renaturierung degradierter Fließgewässer. Bei der Renaturierung (manchmal auch abschwächend als „naturnaher Umbau“ bezeichnet) sollten Gewässer angestrebt werden, die dem charakteristischen natürlichen Zustand unbeeinflusster Gewässer der Fließgewässerregion so nahe wie möglich kommen. Ohne Typisierung besteht eine Tendenz, die natürlichen Unterschiede zu vernachlässigen.

- Bewertung des Gewässerzustands: Zur Bewertung, z. B. im Rahmen der Wasserrahmenrichtlinie, ist der tatsächliche Zustand des untersuchten Gewässerabschnitts mit einer Referenz zu vergleichen, welche dem optimalen Zustand entsprechen würde. Diese ist je nach Typ unterschiedlich.

- Bewertung des saprobiellen Zustands: Die verschiedenen Gewässertypen unterscheiden sich von Natur aus geringfügig in ihrem Gehalt an organischer Substanz. Da diese, als Saprobie, über die Zusammensetzung der Lebensgemeinschaft gemessen und als Parameter für die Verschmutzung herangezogen wird, sind diese Unterschiede für die Bewertung bedeutsam. Ohne Typisierung werden Gewässer mit bereits natürlicherweise höherer Saprobie zu schlecht bewertet. Andererseits können Verschmutzungen von Gewässern natürlicherweise sehr geringer Saprobie unterschätzt werden.

## Fließgewässertypen
Für Deutschland ergeben sich aus den genannten Faktoren resultierend 23 Fließgewässertypen. Zwei davon werden in zwei bzw. drei Subtypen untergliedert, so dass insgesamt 25 Typen unterschieden werden. Sie können vier Ökoregionen zugeordnet werden. Diese sind die Ökoregionen:
- Alpen und Alpenvorland,
- Mittelgebirge,
- Norddeutsches Tiefland

Außerdem existieren
- Ökoregion unabhängige Typen.[5]

Diese können im Prinzip in jeder der drei Ökoregionen gleichermaßen auftreten. Hier prägen bestimmte Schlüsselfaktoren die Lebensgemeinschaft so stark, dass die Unterschiede zwischen den Ökoregionen im Verhältnis dazu bedeutungslos werden.
Ein einzelnes Fließgewässer kann in seinem Längsverlauf mehreren Typen angehören, wenn es von einer Fließgewässerregion in eine andere fließt, oder wenn es durch Abflussvergrößerung (hier gemessen als Vergrößerung des Einzugsgebiets) sich von einem „kleineren“ Typ (Bach) zu einem „größeren“ (Fluss) wandelt. Dies tritt in der Praxis sehr häufig auf. Die Typisierung bezieht sich deshalb nicht auf das Gewässer als Ganzes, sondern nur auf die jeweils charakteristischen Abschnitte. Bei der Besiedlung der Fließgewässer beobachtet man in der Praxis, dass sich der Einfluss des oberhalb gelegenen Typs noch eine längere Strecke im unterhalb gelegenen bemerkbar macht (z. B. erhöhter Kalkgehalt in einem Bach, der aus einem karbonatisch geprägten Einzugsgebiet in ein silikatisch geprägtes hineinfließt). Dieser Effekt wird bei der Typisierung nicht berücksichtigt.

## Die Fließgewässertypen
Die folgenden Typen werden unterschieden:

### Typen der Alpen und des Alpenvorlandes

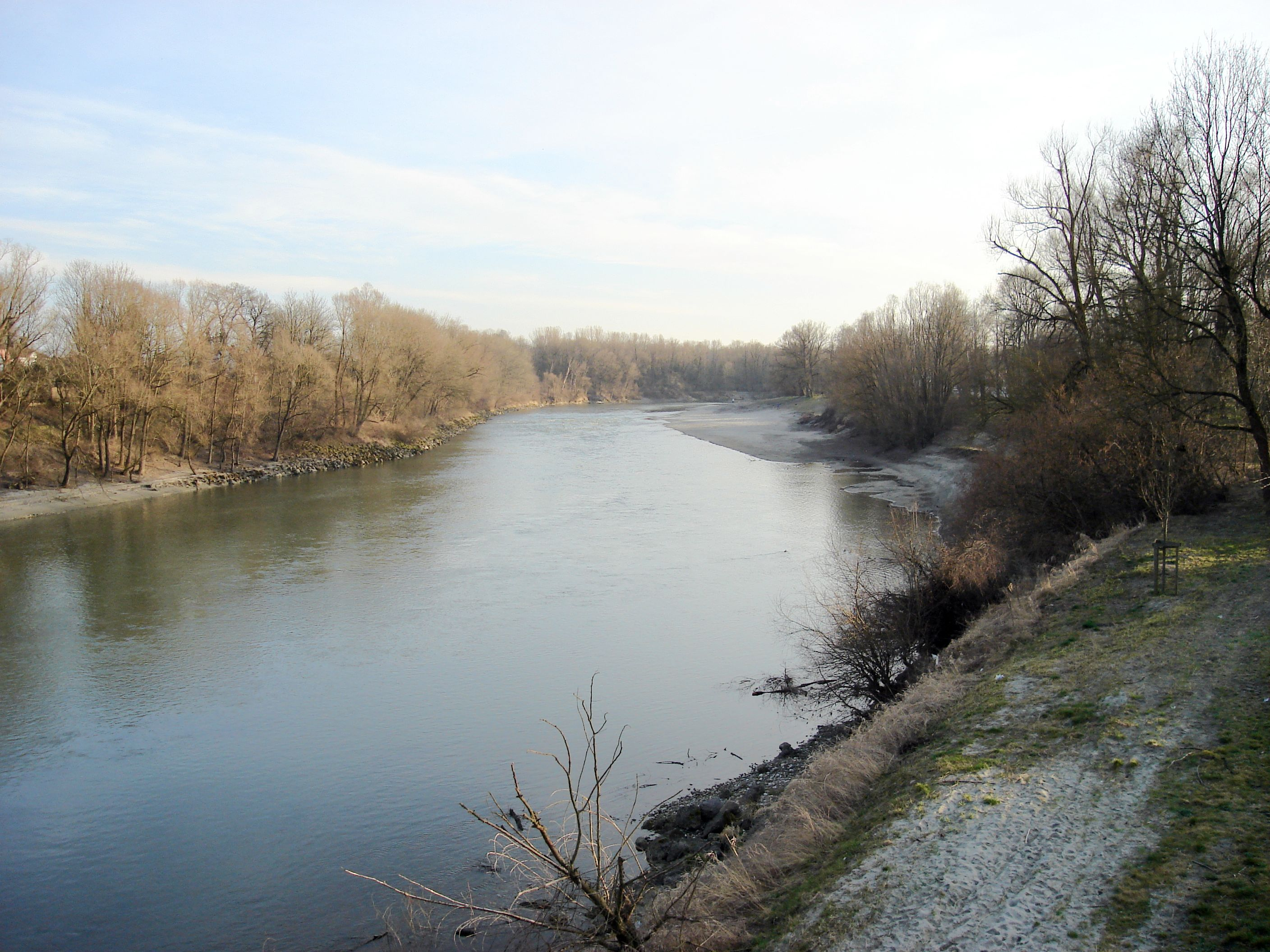
Der Inn, Fließgewässertyp 4

Die deutschen Alpen lassen sich in zwei Höhenstufen mit unterschiedlicher Formung unterscheiden, die großen Einfluss auf die Fließgewässer haben: Ein oberes Stockwerk der periglazialen Frostschuttzone, in der durch häufigen Frostwechsel viel mechanisch zerkleinertes Gesteinsmaterial bereitgestellt wird. Dieses Höhenstockwerk beginnt bei etwa 1800 m Höhe. Im unteren fluvialen Stockwerk (Alpenvorland) wird der Schutt, der oft noch sehr grob ist, den größeren Gewässern zugeführt. Sehr strukturreiche, sich rasch verändernde Gewässer sind für diesen Raum typisch.
Insgesamt ist der alpine Raum durch starke Abtragung, vor allem durch fluviale Erosion gekennzeichnet. Im Längsprofil der Fließgewässer treten nicht nur unterschiedliche Talformen auf, sondern auch sehr ausgeprägte Gefälleunterschiede: Die Gewässer des Typ 1 sind im Gefälle der Hänge angelegt und sind stark erosive Fließgewässer. Sie haben Gefällewerte von 20 % bis 40 % oder höher. Die Gewässer des Typ 2 und 3 stellen Sammeladern für die Gewässer des Typ 1 dar. Sie sind in glazial geformten Talungen angelegt und fließen in großen Kerb- und Kerbsohlentälern, die durchschnittliche Gefällewerte zwischen 2 % und 8 % haben, aber bei Hängetälern am Übergang zu den Haupttälern und bei Durchbrüchen weitaus höhere Werte erreichen. Die größeren Gewässer des Typ 3 und 4 folgen den bis ins Alpenvorland durchbrechenden Hauptgletscherbahnen (Trogtäler). Sie haben diese glazialen Übertiefungsrinnen bis auf sehr kurze Durchbruchstrecken mit Grobschotter gefüllt. Dies sind Gewässer mit überwiegend Durchtransport und Akkumulation. Das Talgefälle sinkt meist unter 1 %.
- Typ 1: Fließgewässer der Alpen
  - Subtyp 1.1.: Bäche und kleine Flüsse der Kalkalpen
  - Subtyp 1.2.: Große Flüsse der Kalkalpen
- Typ 2: Fließgewässer des Alpenvorlandes
  - Subtyp 2.1.: Bäche des Alpenvorlandes
  - Subtyp 2.2.: Kleine Flüsse des Alpenvorlandes
- Typ 3: Fließgewässer der Jungmoräne des Alpenvorlandes
  - Subtyp 3.1.: Bäche der Jungmoräne des Alpenvorlandes
  - Subtyp 3.2.: Kleine Flüsse der Jungmoräne des Alpenvorlandes
- Typ 4: Große Flüsse des Alpenvorlandes

### Typen des Mittelgebirges

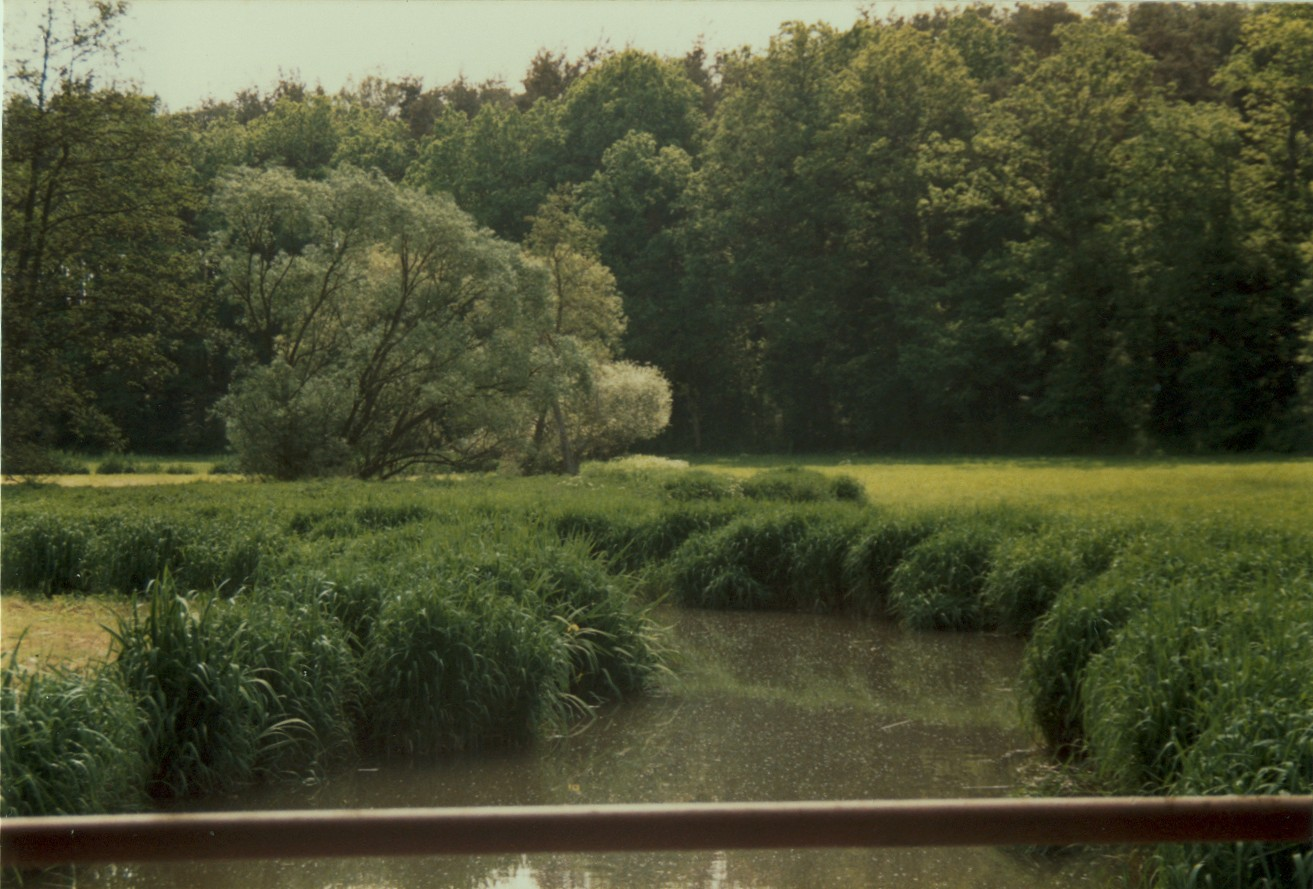
Aurach, Fließgewässertyp 9.1.

Diese Region ist durch sehr variantenreiche Fließgewässerlandschaften gekennzeichnet. Die Mittelgebirge steigen von etwa 150 m auf über 1400 m an, wobei nur wenige eine Höhe über 800 m erreichen. Die Mittelgebirge waren in den Kaltzeiten über 900 m vergletschert. In diesem Höhenstockwerk hat die glaziale Überformung durch Karbildung ein eher alpines, steileres Relief hinterlassen, während die Mittelgebirge ansonsten durch Hochflächen charakterisiert sind. Durch die tektonische Beanspruchung handelt es sich um ein kleinräumiges Mosaik von Bruchschollen, die in unterschiedliche Höhenlagen versetzt wurden. Die Gewässer sind sehr häufig in ihren Längsprofilen gestuft: Sie fließen erst eine Strecke in Mulden- und Sohlentälern auf den Flächen und tauchen dann mit oft sehr steilem Gefälle und Kerbtälern bei härteren Schichten ab und fließen anschließend in Kerbsohlentälern mit schmalen Auen weiter. Die Mittelgebirge bestehen aus sehr alten, metamorphen und kristallinen Gesteinen, dem Grundgebirge, das von jüngeren, schichtlagernden Gesteinen, dem Deckgebirge, überlagert wird. Das Grundgebirge besteht aus Graniten, Gneisen und Schiefern, das also gewässermorphologisch härtere Substrate als das Deckgebirge aufweist. Das Deckgebirge besitzt in seinem Schichtaufbau sehr unterschiedlich harte Gesteine.
- Typ 5: Grobmaterialreiche, silikatische Mittelgebirgsbäche
- Typ 5.1: Feinmaterialreiche, silikatische Mittelgebirgsbäche
- Typ 6: Feinmaterialreiche, karbonatische Mittelgebirgsbäche
- Typ 7: Grobmaterialreiche, karbonatische Mittelgebirgsbäche
- Typ 9: Silikatische, fein- bis grobmaterialreiche Mittelgebirgsflüsse
- Typ 9.1: Karbonatische, fein- bis grobmaterialreiche Mittelgebirgsflüsse
- Typ 9.2: Große Flüsse des Mittelgebirges
- Typ 10: Kiesgeprägte Ströme

### Typen des Norddeutschen Tieflandes
Die Norddeutsche Tiefebene wird zum weitaus größten Anteil von glazialen (Moränenaufschüttungen) und fluvioglazialen (Sander- und andere Schmelzwasseraufschüttungen) Ablagerungen der Kaltzeiten überdeckt.

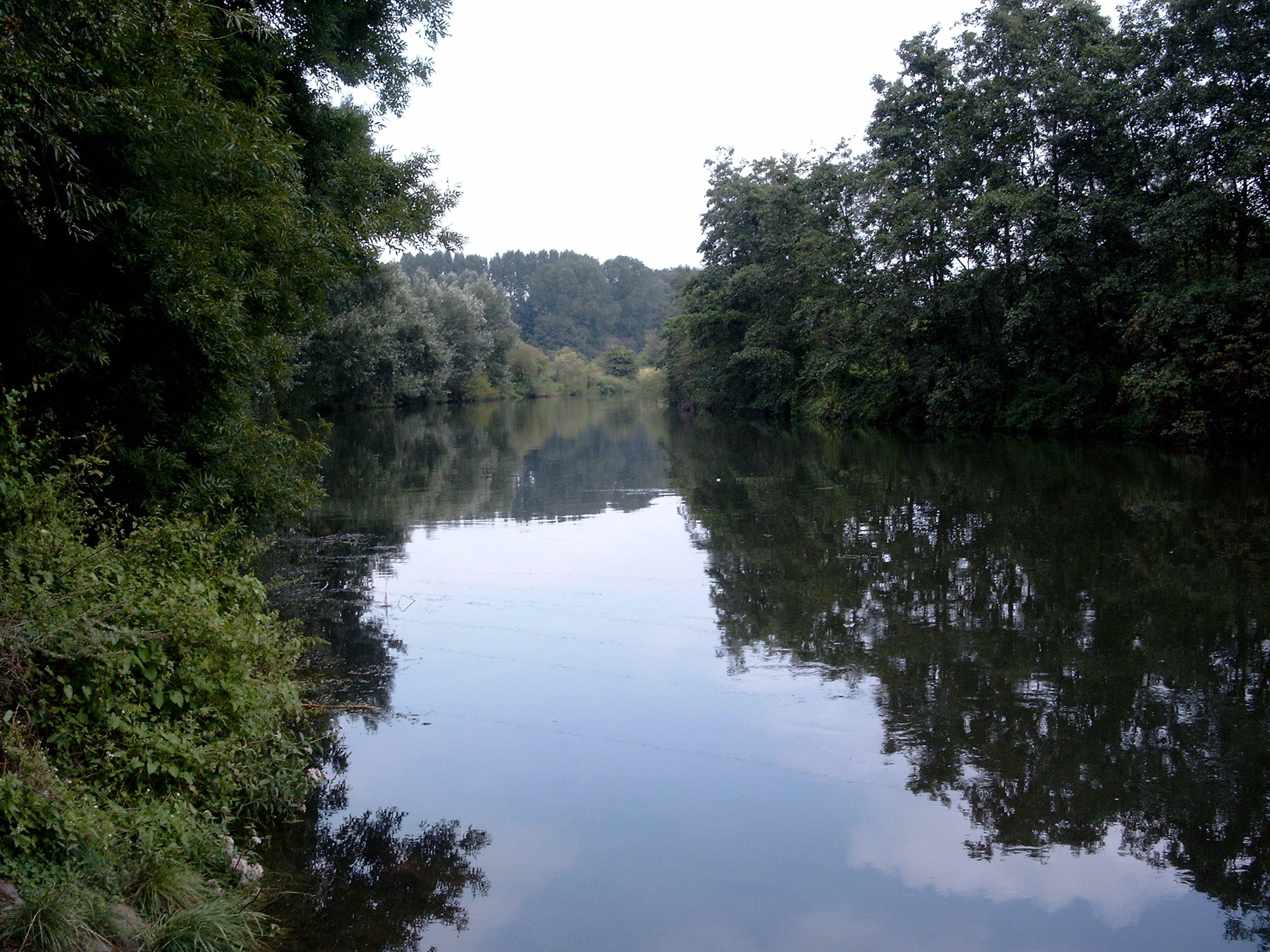
Lippe, Fließgewässertyp 15

- Typ 14: Sandgeprägte Tieflandbäche
- Typ 15: Sand- und lehmgeprägte Tieflandflüsse
- Typ 15_g: Große sand- und lehmgeprägte Tieflandflüsse
- Typ 16: Kiesgeprägte Tieflandbäche
- Typ 17: Kiesgeprägte Tieflandflüsse
- Typ 18: Löss-lehmgeprägte Tieflandbäche
- Typ 20: Sandgeprägte Ströme
- Typ 22: Marschengewässer
- Typ 23: Rückstau- bzw. brackwasserbeeinflusste Ostseezuflüsse

### Ökoregion-unabhängige Typen
- Typ 11: Organisch geprägte Bäche
- Typ 12: Organisch geprägte Flüsse

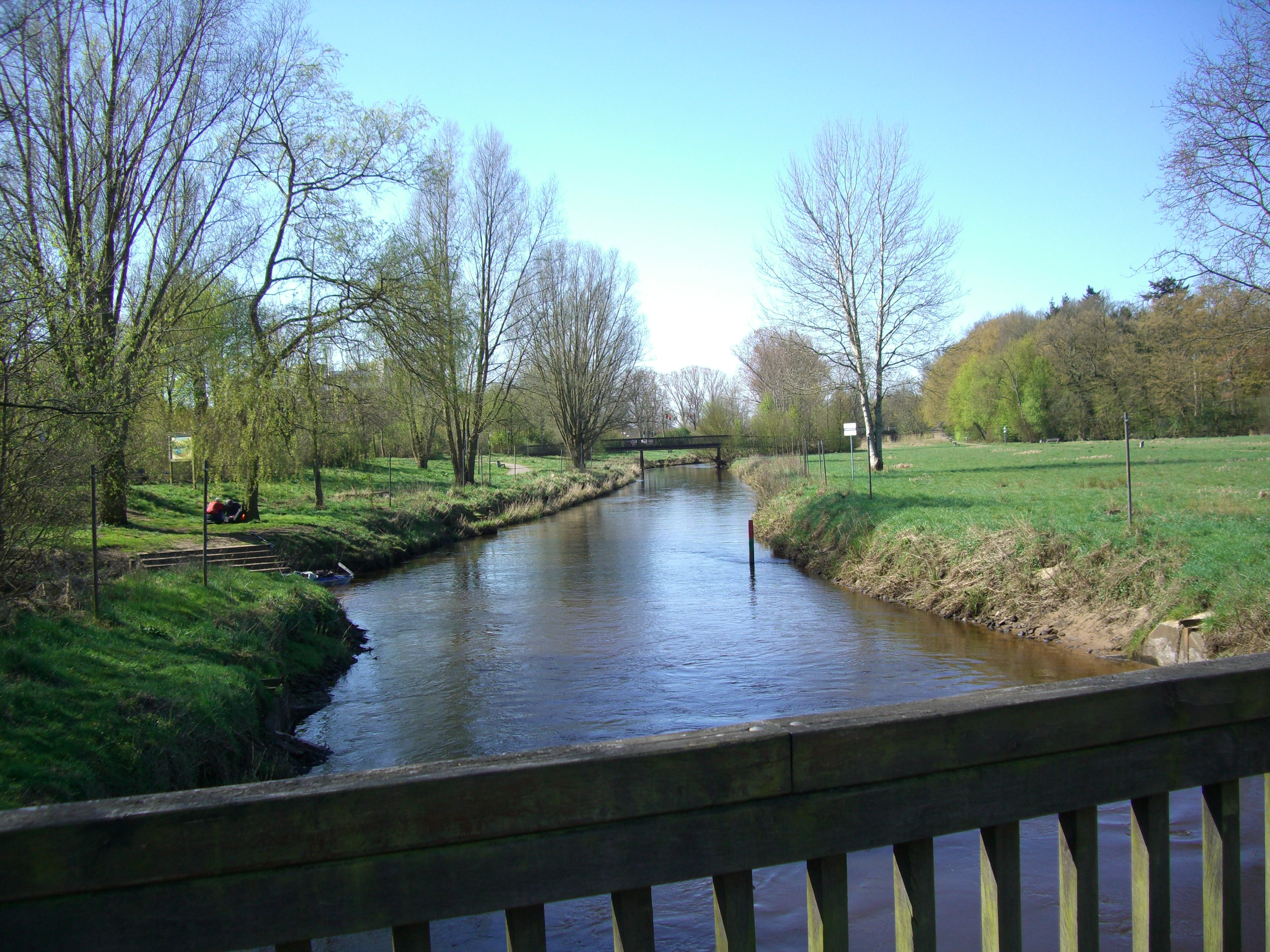
Wümme, Fließgewässertyp 11

- Typ 19: Kleine Niederungsfließgewässer in Fluss- und Stromtälern
- Typ 21: Seeausflussgeprägte Fließgewässer

## Hydromorphologische Differenzierung

### Körnigkeit
Fließgewässertypen werden durch die Körnigkeit der Substrate von Gewässerbetten und Auen definiert. Grobmaterial führt zu Strukturreichtum und breiten Bächen, Feinmaterial dagegen zu strukturarmen, steilen und glattufrigen sowie tiefen Gewässer.
Grundsätzlich sind vier Haupttypen nach der Größe der Körner zu unterscheiden
- der steinige (63 – 200 mm) und blockige (> 200 mm), oder lithale Typ,
- der kiesige (2 – 63 mm), oder akale Typ,
- der sandige (0,063 – 2 mm), oder psammale Typ,
- der schluffige (0,002 – 0,063 mm) und tonige (< 0,002 mm), oder pelale Typ.

Je nach petrographischer Ausstattung der Einzugsgebiete ergeben sich daraus vielfältige Mischtypen. Es sind aber meistens nur ganz bestimmte Korngrößenmischungen weit verbreitet, die von den Substraten und von ihrer Größe und vom Gefälle der Gewässer abhängig sind, so dass lediglich drei abiotische Hauptmischtypen zu erkennen sind:
- der steinige / blockige der gefällereichen Gebirgsbäche und steilen Oberläufe,
- der sandig / kiesige der größeren und großen Gewässer sowie der Mittelläufe der Gebirgsbäche,
- der lehmige der gefällearmen Tieflandsbäche.

### Auen

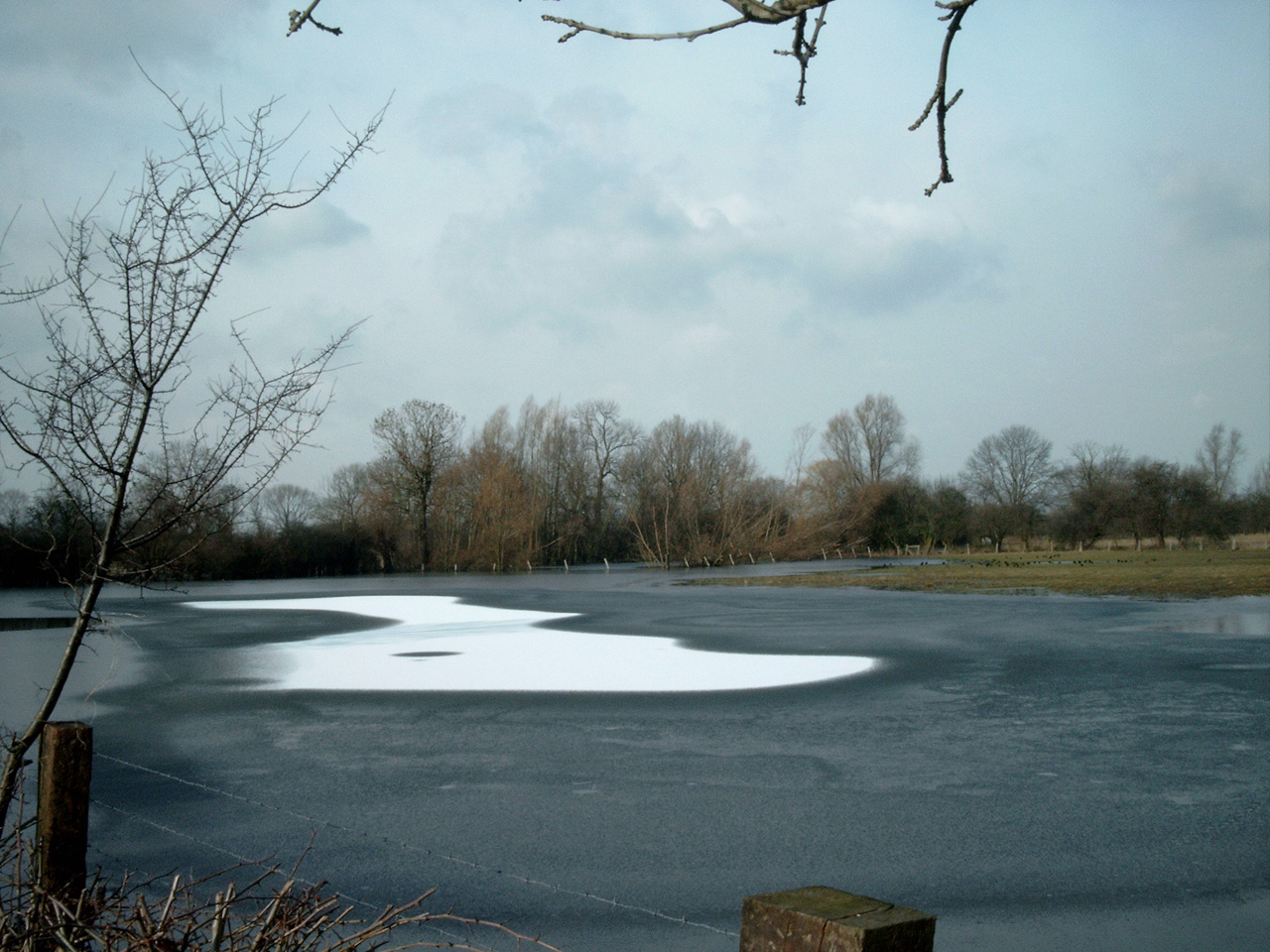
Rheinaue im Winter

Fast alle Fließgewässer werden von Auen als flache Geländeteile begleitet. Nur die kurzen erosiven Oberläufe der Gerinne werden nicht von ihnen begleitet, weisen also keine fluvialen Sedimente auf. Auen bilden eine eigenständige Landschaft ab einer Breite von mehr als 300 m. Dann werden sie nicht mehr unmittelbar vom umgebenden Gelände beeinflusst. Auen entstehen entweder durch Überflutung der Talböden oder durch ständige Verlagerung der Gewässer. Flache und breite Gewässer mit viel Grobgeschiebe verlagern sich durch lokale Aufschotterung der Gerinnebetten oder durch Verklausung mit Totholz und Sedimentrückstau. Die damit verbundenen Ausbrüche sind Zeichen von Überlast. Die häufigste Auenbildung entsteht jedoch durch Ausufern, wenn die Talböden überflutet werden. Meistens werden dann Feinmaterialien und Sande auf die Talböden verfrachtet (Auenlehmbildung). Bei größeren Gewässern sind auch kiesige Überflutungsauen zu beobachten. In der Natur kommen fünf Auetypen vor, die eigene Landschaften ausbilden:
- Feinmaterialauen mit tonig / schwer lehmig geprägten Strukturen (zum Beispiel im Keuper Süddeutschlands, Altmühl),
- Auen mit kiesig-, lehmig-, sandigen Substraten, ein weit verbreiteter Mischtyp der norddeutschen Tiefebene,
- Auen mit kiesig / sandigen Substraten (zum Beispiel der Rhein ab Straßburg),
- Grobmaterialauen mit Kiesen und gröberen Substraten (zum Beispiel alpine Flüsse, Inn).

### Lössregionen
Löss ist ein standfestes Feinmaterial, das zu sehr fruchtbaren Böden verwittert, die deswegen intensiv genutzt werden. Besondere Verbreitung hat der Löss am Rande der Mittelgebirge, am Übergang zur norddeutschen Tiefebene, in den Börden und auf den unteren Flächen Süddeutschlands, den Gäuen. Die Gewässer haben kurze konkave Oberläufe, fließen dort in Muldentälern und gehen in breite Feinmaterialauen mit gestreckten, flachen Längsprofilen über. Sie haben kastenförmige, tiefe Querschnitte, nur im Muldentalbereich weniger stark gekrümmte Verläufe, sonst eine mäandrierende Linienführung. Diese Gewässer sind geschiebearm und Feinmaterial geprägt.

### Schlickgeprägte Fließgewässer der Marschen

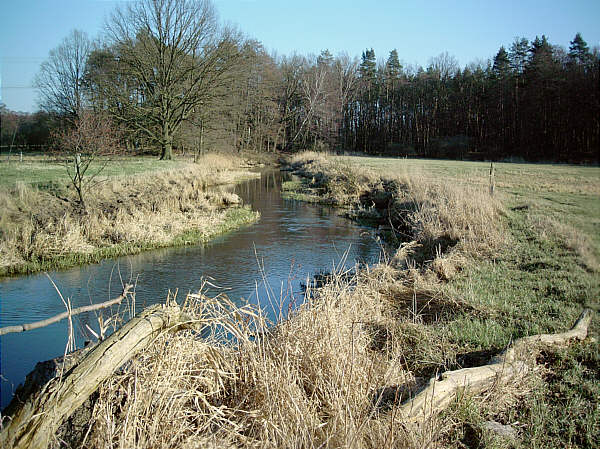
Havel, Fließgewässertyp 21

Die schlickgeprägten Fließgewässer der Marschen unterliegen im natürlichen Fall dem Einfluss der Gezeiten und Sturmfluten. Ihre Sohle wird im Stromstrich von Sanden geprägt, in Ufernähe von Schlick. In den reliefarmen Marschen verlaufen die Gewässer in großräumigen Mäandern, die die einströmende Tide bis in das Binnenland hinein aufnehmen müssen. Aufgrund der bindigen Marschensedimente und Torfe besitzen sie stabile, steile Ufer. Von Natur aus ist das Wasser sehr nährstoff- und kalkreich. Die Gewässer der Marschen werden von Salz- und Brackwasser-Röhrichten, Weichholzauenwäldern und lokalen Erlenbruchwäldern begleitet. Der Pflanzenbewuchs hängt vom Salzgehalt der Gewässer ab. Da die gesamte Küstenlinie sowie die Marscheninseln eingedeicht sind und das natürliche Regime durch Siele und Schöpfwerke verändert ist, werden unveränderte Marschengewässer kaum noch angetroffen.